# Ананасова Ренета
Ананасова Ренета е зимен сорт ябълка първоначално отглеждан в Бенелюкс и от 1920 по немските брегове на Рейн.
Плодовете са средно едри, закръглено конусовидни, жълти до жълтокафяви. Узряват през втората половина на септември. Плодовото месо е възжълто, крехко, дребнозърнесто, с аромат на ягода, вкусно. Дърво родовито, умерено растящо, с пирамидална корона.